# Снігурівський історико-краєзнавчий музей
Снігурі́вський істо́рико-краєзна́вчий музей — музей, що знаходиться у місті Снігурівка Баштанського району Миколаївської області.

## Історія
Снігурівський історико-краєзнавчий музей створювався спільними зусиллями справжніх патріотів нашого краю. У районній газеті «Комуністичним шляхом» вміщена стаття тодішнього завідувача райвідділу освіти В. Фальова, в якій він інформує громадськість району про рішення вчителів історії створити краєзнавчий музей. У ній ідеться про те, що вже надійшли перші експонати:
|                                               | Учитель Першотравневої школи П. Г. Найденко передав музею дві кам’яні сокири і пристосування для тертя зерна епохи неоліту, знайдені на території села Трудолюбівки. Ним же зібрана велика колекція із 180 монет, серед яких є «деньга» 1748 року, банкноти різних країн і різних народів. Викликає інтерес також медаль періоду Кримської війни. Вчитель С. К. Чабаненко із Євгенівки передав медаль, вибиту в пам’ять маніфесту про відміну кріпосного права 19 лютого 1861 року. |
| — Комуністичним шляхом. — 1967. — 18 березня. | |

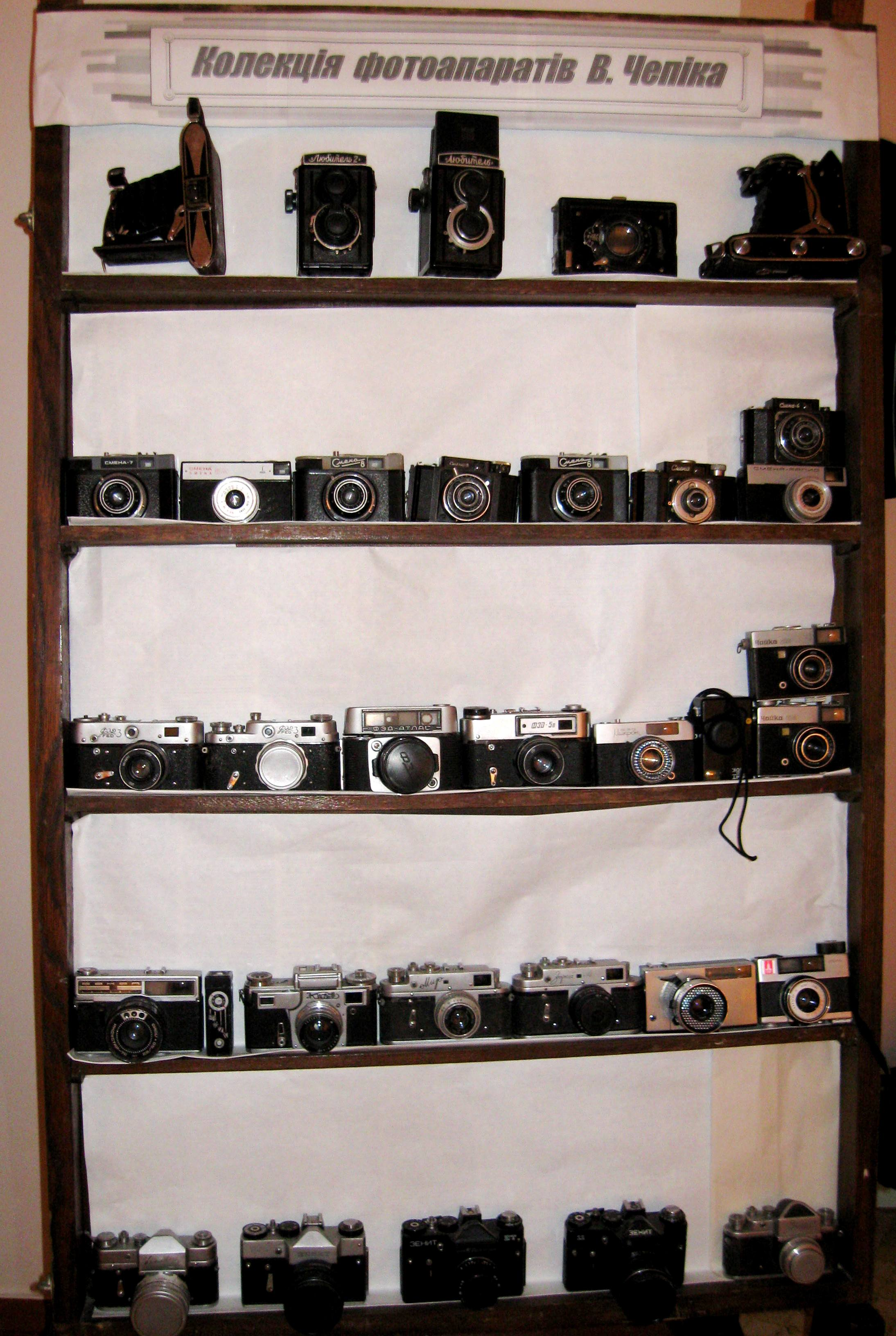
Експозиція музею

Повідомляється також і про інші цінні знахідки ентузіастів дослідження історії.
У Снігурівці активним дослідником історії краю був Заслужений учитель школи Української РСР П. К. Ревуцький, якого й вважають засновником районного музею. Під його керівництвом вихованці міської середньої школи № 1 зібрали багато цікавих експонатів, підготували та проводили змістовні екскурсії.
Урочисте відкриття музею в приміщенні школи відбулося 9 травня 1970 року до 25-річчя Перемоги в Другій світовій війні.
У 1971 році музей було переведено до спеціального приміщення, що розташовувалося на площі Богдана Хмельницького. Спочатку заклад працював на громадських засадах. Екскурсії проводили учні Снігурівської школи № 1 різних років. З часом музей було підпорядковано відділу культури районної виконавчої влади.
Багато зусиль у наповненні експозицій музею доклали корінні жителі Снігурівки Ю. Г. Ванін, О. Т. Середа, А. Д. Качан, Г. А. Сулімов, З. І. Іванова, Л. І. Нартова та інші.
Вагомий внесок у розвиток музею зробили свого часу його директори П. М. Гринштейн, Р. М. Рудчак, О. Л. Бурлаченко, О. О. Полинькова, І. І. Мочаліна.
У 1991 році музею присвоїли звання «народний», цього ж року музей перевели до приміщення районного Будинку культури, де він займав 218 кв. метрів і на початок 2022 року налічував 3167 одиниць старожитностей з історії міста та району. Їх кількість увесь час збільшувалася завдяки зацікавленому ставленню до історії рідного краю небайдужих снігурівчан. Справді неоціненні раритети музею передали О. Шевцов, В. Ванько, Т. Калініна, О. Кунець, О. Воробйов, І. Кулаксизов та багато інших.
З початком повномасштабного вторгнення Росії до України з 16 березня по 10 листопада 2022 року Снігурівка знаходилася під російською окупацією. У приміщенні Будинку культури, де був розташований музей, хазяйнували окупанти. Унаслідок знищено майно, комп'ютерна та оргтехніка, меблі, виставкове обладнання, музейний фонд, інвентарні книги, облікові картки й багато інших важливих речей. Приміщення музею зазнало руйнувань. Усі роки наполегливої праці для збереження музейного фонду України, який містив перлини історії Снігурівщини повернулись до вихідної точки. Після деокупації почалася робота з відновлення музейного фонду, значну частину якого було знищено.

## Сьогодення музею
Сьогодні Снігурівський історико-краєзнавчий музей працює в онлайн-режимі та продовжує своє відновлення.

## Директор
- Андрюшина Світлана Олександрівна.

## Експозиції музею
У музеї працювало 8 експозиційних відділів, що висвітлювали історію первісних поселень у нашому краї ще в доісторичні часи, заснування Снігурівки, події часів СРСР, воєнного часу та розвиток господарства в повоєнний період, етнографію. Активно поповнюється музей і документами та експонатами, що свідчать про сучасний період.
Серед заходів найпопулярніші — тематичні та оглядові екскурсії, зустрічі з ветеранами, старожилами міста, учасниками воєнних конфліктів тощо. Також проводилася робота з виявлення майстрів народної творчості, влаштування виставок їх робіт. Організовувалися фотовиставки місцевих аматорів, художників тощо. Музей — активний учасник виставок на святкових заходах.